# Cheongunhyoja-dong
Cheongunhyoja-dong là một dong, phường của Jongno-gu ở Seoul, Hàn Quốc.